# Camp de Grenelle
Le Camp de Grenelle est le nom donné au campement du 21e régiment de dragons, qui campait à Grenelle en mai 1796, à l'époque des arrestations des principaux meneurs babouvistes. 

## Historique
Le camp de Grenelle est connu pour avoir prêté son nom à l'Affaire du camp de Grenelle, au cours de laquelle des soldats et des officiers du 21e régiment de dragons furent impliqués dans des complots avec des babouvistes désespérés.